# Eustrotia videns
Eustrotia videns là một loài bướm đêm trong họ Noctuidae.